# An Irish Christmas Album
Az An Irish Christmas Album az ír folkzenét játszó Celtic Tradition együttes 1987-ben megjelent negyedik albuma. A csöndes karácsonyi dalok mellett vidám karácsonyi polka, jigs és reel műfajú dalok is az albumra kerültek. Az album kis példányszámban, NDK Amiga kiadásban Magyarországon is kapható volt.

## Dalok
Az A/5 és B/6 dal Susanne Phillips és Tim O'Connor szerzeménye, a többi ír népdal.
A. oldal
- Don Oiche Ud I mBeithil  1:44
- The Seven Rejoices Of Our Lady  4:00
- Beauty In Tears  4:08
- A Íosa A Laogh-Dhil  1:32
- Christmas In The Old Man's Hat  3:11
- The Snow On The Heather  3:08
- Airdi Cuan  3:49

B. oldal 
- The Wren, The Wren
  - Polkas: O'Brien's Bridge / The Mulcair Bank's / Fall's Of Doonass  3:16
  - Jigs: Paddy O'Brien's Jig / Tumble The Tinker  3:07
- We Three Kings Of Orient Are
- Reels: Larry Readigan's / Christmas Eve  2:23
- Child Of Bethlehem  3:30
- The Holly And The Berry (Hornpipe)  2:50
- Maggie Brown  3:09

## Az együttes tagjai
- Ken Phillips - hegedű, szólóének
- Audrey Henihan - szólóének, bodhran (ír kézidob)
- Tom Lawlor - harmonika, háttérének
- Noel Kirby - szólóének, gitár, buzuki

## Kiadás
- hanglemez: AMIGA 8 56 300
- műsoros kazetta: AMIGA 056 300